# Rothschild & Co
Rothschild & Co (ex Paris Orléans) è una banca d'investimento franco britannica, fortemente legata all'élite finanziaria e politica. La sede della banca è a Parigi e a Londra. 
Anche se l'attività principale è legata all'attività di investment banking (M&A ed advisory), la banca presta servizi anche nel settore del private banking (con il nome di Rothschild Martin Maurel), dell’asset management e del merchant banking.
Quotato all'Euronext, il gruppo Rothschild opera in 44 Paesi nel mondo e conta circa 3500 dipendenti. È controllato dal ramo francese ed inglese della famiglia Rothschild, il cui motto recita "Concordia, Integritas et Industria" (unione, onestà e lavoro).
Secondo "Bloomberg Advisory League 2017"  Rothschild & Co si posiziona al 12º posto su scala globale per attività di M&A e al 1º posto in Francia
Fondato da Mayer Amschel Rothschild alla fine del XVIII secolo, il gruppo Rothschild & Co può vantare più di 200 anni di solida reputazione, potendo contare, fin dalle origini, su un influente network finanziario e politico a livello internazionale. Oggi il gruppo opera sia attraverso la divisione inglese (in precedenza, N M Rothschild & Sons) sia attraverso quella francese (in precedenza, Rothschild & Cie Banque).
Nel settembre 2015, fu adottata l'attuale denominazione Rothschild & Co, raggruppando sotto un'unica denominazione i diversi business in cui la banca opera. 
Nel giugno 2016, acquisisce la banca privata Compagnie Martin Maurel, con sede a Marsiglia, dando vita al marchio "Rothschild Martin Maurel" utilizzato per le attività di private banking in Francia, Belgio e Monaco.
Rothschild & Co non deve essere confusa con il gruppo Edmond de Rothschild, che ha invece sede a Ginevra 
e fa riferimento al ramo residente in Svizzera della famiglia Rothschild (in particolare ai coniugi Benjamin e Ariane de Rothschild). Tale gruppo è specializzato esclusivamente nelle attività di asset management e private banking.
Da sottolineare come tra i due gruppi sia scoppiata una disputa sull'utilizzo del marchio Rothschild; tale disputa si è conclusa con un accordo raggiunto nel giugno 2018 tra i due rami della famiglia: tale accordo prevede che in futuro nessuno dei due gruppi potrà usare il nome Rothschild da solo; esso dovrà essere sempre accompagnato da ulteriori elementi identificativi per cogliere l'appartenenza a due organizzazioni differenti.
Tra i dipendenti eccellenti di  Rothschild & Co è da ricordare l'attuale presidente francese Emmanuel Macron, che ha seguito in prima persona alcune importanti operazioni di fusione e acquisizione (M&A), come l'acquisto da parte di Nestlé di un ramo di attività di Pfizer per un controvalore di 12 mld di dollari.